# Distribuția Rayleigh

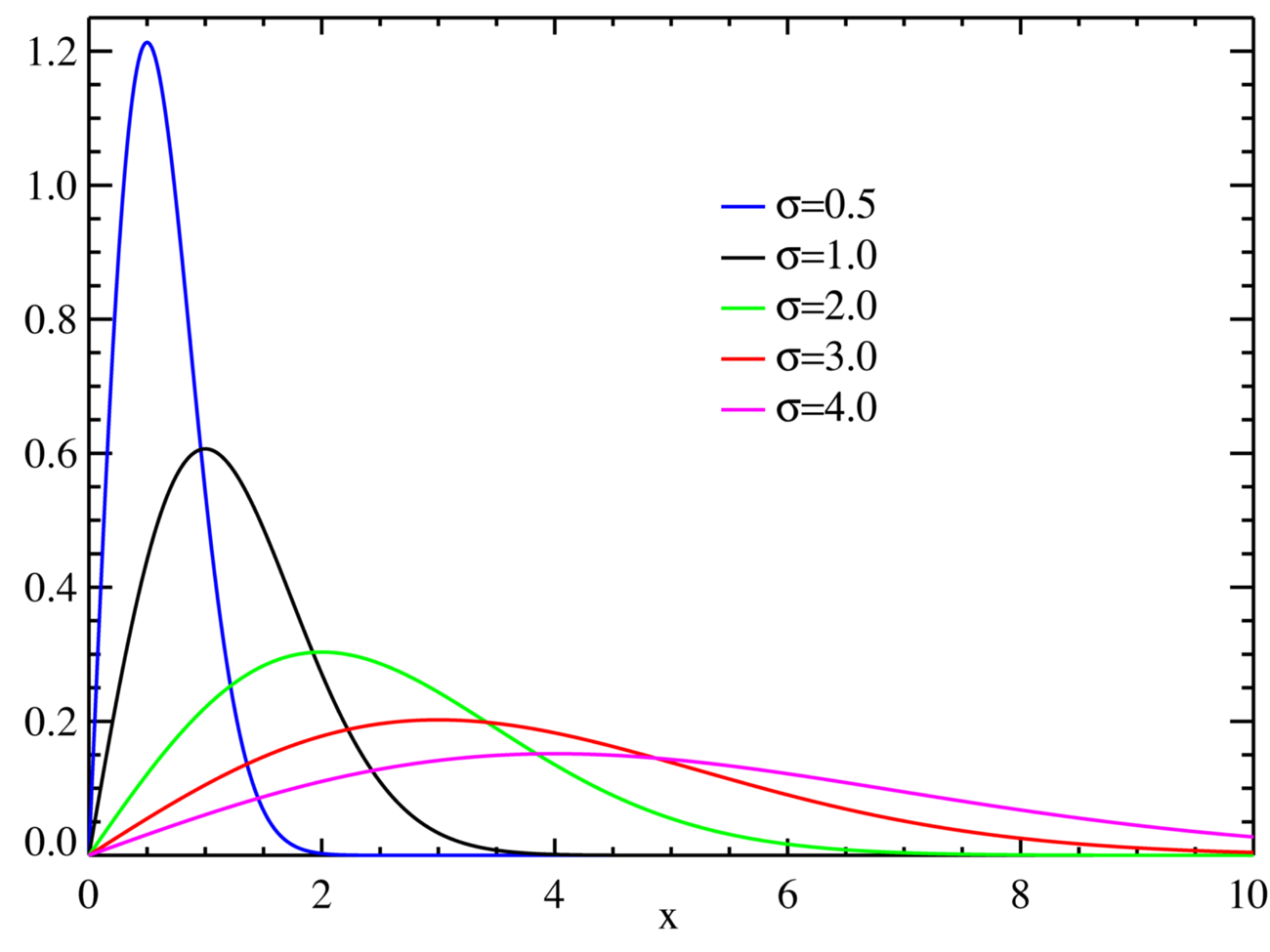
Graficul distribuţiei de probabilitate Rayleigh

În statistică și teoria probabilităților, distribuția Rayleigh este o distribuție de probabilitate continuă. Ea poate apărea când un vector bidimensional (cum ar fi viteza vântului, care constă din modul și direcție) are elemente ce sunt într-o distribuție normală, necorelate, și cu varianță egală. Modulul vectorului va avea în acest caz o distribuție Rayleigh. Ea poate apărea și în cazul numerelor complexe aleatoare ale căror părți reale și imaginare sunt variabile aleatoare independente și identic distribuite, cu o distribuție gaussiană. În acest caz, valoarea absolută a numărului complex are o distribuție Rayleigh. Distribuția și-a luat numele de la lordul Rayleigh.
Densitatea de probabilitate Rayleigh este definită de formula
{\displaystyle f(x|\sigma )={\frac {x\exp \left({\frac {-x^{2}}{2\sigma ^{2}}}\right)}{\sigma ^{2}}}}
pentru {\displaystyle x\in [0,\infty ).}